# Loučná (Krušné hory, 1019 m)

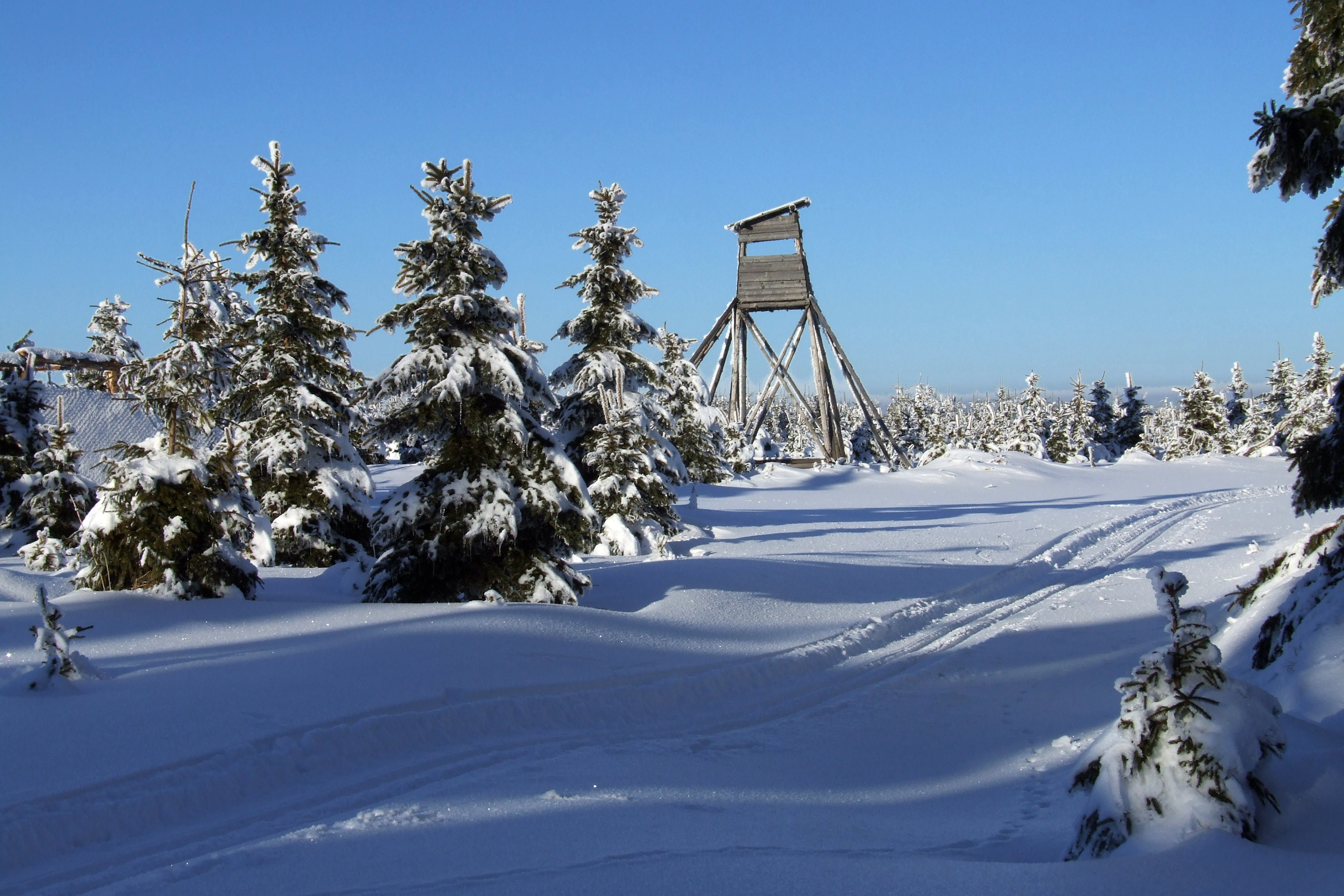
Posed na jižním vrcholu Loučné

Loučná je plochý vrchol v Krušných horách, ležící 7 km východně od Božího Daru, v katastrálním území Vykmanov u Měděnce obce Perštejn. Celá hora byla před několika lety téměř kompletně odlesněna a osázena sazenicemi smrku, borovice a javoru, jen místy zůstaly zachovány zbytky starších smrkových porostů.

## Vrcholy
V srpnu 2010 přeměřili autoři projektu Tisícovky Čech, Moravy a Slezska vrcholovou plošinu Loučné pomocí nivelačního přístroje, ze kterého vyplývá, že Loučná má 2 vrcholy, oddělené mělkým sedlem a téměř stejně vysoké:
Loučná – S vrchol, 1019,2 m n. m., souřadnice 50°24′15″ s. š., 13°1′7″ v. d.

Nepojmenovaný hlavní vrchol, leží asi 600 metrů severo-severozápadně od jižního.
Loučná, 1018,8 m n. m., souřadnice 50°23′56″ s. š., 13°1′20″ v. d.

Vedlejší (jižní) vrchol, bývá zakreslen v turistických mapách.

## Přístup
Na žádný z vrcholů nevede žádná značená cesta.
Hlavní (severní) vrchol je nejlépe přístupný ze silnice mezi Božím Darem a Měděncem, která vede severně od Meluzíny. Zhruba v polovině cesty mezi rozcestími Pod Meluzínou a Pod Vysokou sečí odbočuje z Měděnecké silnice směrem na jih neznačená cesta, která po 500 m prochází těsně kolem vrcholu.
Vedlejší (jižní) vrchol je také nejlépe přístupný z Měděnecké silnice. Asi 800 m severovýchodně od rozcestí Pod Meluzínou odbočuje z této silnice k východu neznačená cesta. Po zhruba 400 m, za opuštěným lomem, z ní odbočuje vlevo vzhůru další cesta, která vede přes vrcholovou plošinu a dále pokračuje do sedla s Vysokou sečí a která bývá v zimě upravena pro běh na lyžích. Vrchol Loučné se nachází nalevo od této cesty, nedaleko posedu, uvnitř lesácké oplocenky s výsadbou borovic.